# Putten
Putten és un municipi de la província de Gelderland, al centre-est dels Països Baixos. L'1 de gener del 2009 tenia 23.528 habitants repartits sobre una superfície de 87,45 km² (dels quals 2,41 km² corresponen a aigua). Limita al nord amb Zeewolde (Fl) i Ermelo i al sud amb Nijkerk i Barneveld.

## Centres de població
Bijsteren, Diermen, Gerven, Halvinkhuizen, Hell, Hoef, Huinen, Koudhoorn, Krachtighuizen, Putten, Steenenkamer i Veenhuizerveld.

## Història
Una de les pitjors incursions nazis feta als Països Baixos durant la Segona Guerra Mundial va tenir lloc a Putten. Com mesura de represàlia per un atac de la resistència local, que va matar un oficial de la Wehrmacht, prop de Nijkerk, l'1 i 2 d'octubre de 1944, 661 homes i nens, la majoria de la població masculina, van ser deportats de la ciutat i 602 d'ells van ser enviats a treballar als camps de concentració de Neuengamme i Birkenau. Només 49 van tornar després de l'alliberament dels camps. Després de la guerra, dos dels oficials responsables van ser jutjats i condemnats pel crim. Encara es commemora cada any els dies 1 i 2 d'octubre.
| Total d'homes deportats                       | 661 |
| Enviats a Amersfoort                          | 59  |
| Deportats a Neuengamme                        | 602 |
| Saltaren del tren de camí a Neuengamme        | 13  |
| Arribats a Neuengamme                         | 589 |
| Retornaren a Putten després de l'Alliberament | 49  |
| Morts als camps de concentració alemanys      | 540 |
| Morts durant la incursió                      | 7   |
| Morts poc després de tornar                   | 5   |
| Nombre total de víctimes                      | 552 |

## Administració
El consistori consta de 19 membres, compost per:
- Gemeentenbelangen, 5 regidors
- ChristenUnie, 4 regidors
- Crida Demòcrata Cristiana, (CDA) 4 regidors
- Partit del Treball/GroenLinks, 2 regidors
- SGP, 2 regidors
- Partit Popular per la Llibertat i la Democràcia, (VVD) 2 regidors

## Agermanaments
- Sissili
- Câmpia Turzii

## Persones
- Hans Andreus (1926-1977), poeta i escriptor